# Église Sainte-Agathe des Camoins
Pour les articles homonymes, voir Église Sainte-Agathe.
L'église Sainte-Agathe des Camoins est un édifice religieux catholique bâti au XVIe siècle, puis reconstruit en 1734, modifié en 1888-1894, sur la commune de Marseille (France), dans le quartier: Les Camoins, en région Provence-Alpes-Côte d'Azur

## Historique
La décision de construire une église à Camoins remonte à 1530, mais le village est toujours de la paroisse de Saint-Marcel. Les minutes du notaire Lemaire témoigne de son existence en 1600 : Pierre Guigonis possède une grande vigne au Nord de l'église et Anne Boreli a une propriété qui borde le chemin qui va à l'église.
En 1651, les actes du notaire Vachier nous indiquent que Pierre Camoin(g) vend une place afin de pouvoir agrandir l'église, à la Luminaire Notre-Dame de Miséricorde. Certains auteurs pensent qu'il s'agit du terrain sur lequel les Pénitents Blancs édifièrent leur première chapelle.
Monseigneur Henri de Belsunce constate lors de sa visite épiscopale le 19 mai 1735 que l'édifice n'a plus de voûte ni de plafond, qu'il est trop petit et trop peu éclairé par manque d'ouvertures. Il fait donc procéder à un agrandissement jusqu'à l'actuel sanctuaire. Les habitants achètent en 1745 la chapelle contiguë des Pénitents Blancs pour pouvoir faire un second agrandissement de l'église. Le chœur actuel est construit en 1756. Le sol de l'église sera refait à cause de l'humidité du sol en 1838.
En 1856, on procède à la reprise de la façade principale qui arrivait à hauteur de la croix de l'encadrement. L'avancement fut réalisé en pierre de Beaucaire et de La Couronne, avec une petite niche pour recevoir la statue de Sainte-Agathe.
En 1865, l'église est consacrée par Monseigneur François Xavier à sainte Agathe : l'acte officiel de cet événement fut établi sur un parchemin écrit à l'encre de chine et enfermé dans un coffret en plomb qui fut retrouvé sous la marche du maître-autel au cours des travaux de rénovation de 1994.
De nouveaux travaux furent entrepris en 1888, afin d'apporter plus de clarté à l'intérieur de l'édifice et de plus importants sur l'extérieur du bâtiments en 1894 avec une quantité de 30 tonnes de ciment fin employé à cette occasion. D'autres réfections seront réalisées au cours du XXe siècle, n'apportant pas de grand changement à l'édifice.
En septembre 2005, grâce à la ténacité du Père Michel Jacquet et de quelques paroissiens, la mairie de Marseille entreprend la restauration totale de l'église, intérieure et extérieure, le décroûtage des murs représente 10 tonnes de gravats. Les murs seront refaits à la chaux en les décorant dans des tons jaune, terre de Sienne et blanc, pour se rapprocher au plus près des teintes d'origine des fragments de fresque restants. Puis il sera procédé à la mise aux normes des installations électriques et à la mise en valeur du porche et la pose du baptistère dont le pied fut entièrement refait. Ensemble de travaux réalisés entre 2005 et 2007. Monsieur Jean-Claude Gaudin sénateur, maire de Marseille a procédé à l'inauguration de l'église le dimanche 23 septembre 2007, en présence du député et maire du secteur Roland Blum, ainsi que de nombreuses personnalités.
De janvier à mai 2008, la façade principale fut décroûtée ainsi que le côté gauche de l'église pour refaire dans des tons plus doux un mur à la chaux. Les travaux de toiture furent également réalisés, avec changement de charpente et de tuiles. L'éclairage de l'édifice de la Porte des Pénitents sur l'esplanade et des rues adjacentes fut réalisé le 10 novembre 2010
La fête de sainte Agathe est célébrée le 5 février et la solennité le dimanche suivant.

## Architecture
La première église était de petites dimensions 12 mètres sur 6. Elle fut agrandie une première fois en 1735, puis une seconde dix ans plus tard. Le chœur actuel  dont les dimensions sont de: 29,40 mètres sur 6,50 mètres, fut construit en 1756; (date portée sur un grand arceau à l'intérieur du chœur)
L'avancement de la façade en 1856, est dans le style Renaissance, ornée de petites corniches et de légers chapiteaux et volutes. Ses dimensions sont: 12 mètres de hauteur pour 8,10 mètres de large.
Quatre fenêtres sont ouvertes en 1888, au-dessus de la chaire de vérité et du banc d'œuvre, tous deux supprimés et donc aujourd'hui au-dessus de la statue de sainte Thérèse et du Sacré Cœur de Jésus. Deux autres fenêtres furent réalisées en même temps à la tribune. L'intérieur est refait en simili pierre et l'on peut lire sur l'arceau du sanctuaire une inscription latine: "Où est ton trésor, là est ton cœur"
Le clocher qui date d'avant la Révolution, fut réalisé en deux fois et prendra sa forme actuelle en 1856. Il culmine à 17 mètres et possède une corniche en pierre sur laquelle repose une large cage de fer où se situe le timbre de l'horloge. Il renferme trois cloches dont la plus ancienne, qui est également la plus petite (1788) provient des fonderies de Genève. Les deux autres dont la plus grosse qui pèse entre 200 et 300.kg, proviennent d'une fonderie marseillaise en 1829
La grande Rosace Cœur de Jésus est une fabrication des ateliers Donzet ainsi que la plupart des vitraux.
Le maître-autel en marbre blanc veiné fut sculpté en 1866, dans les ateliers du sculpteur Jules Cantini, (1826-1916).

## Patrimoine
- Fresques anciennes (fragments) et que l'on peut voir en levant la tête au-dessus du groupe du Calvaire à hauteur de la tribune.
- Statue de sainte Thérèse et du Sacré Cœur de Jésus
- Statue de sainte Agathe, fin du XVIe siècle, en bois  travail remarquable, d'une grande finesse, les riches plis de sa robe comportent des dessins de guipure. Elle est près de la porte de la sacristie
- Buste de saint Roch, de style Renaissance, certains l'attribuent à Puget ou à l'un de ses meilleurs élèves d'autres le disent Espagnol, les dessins autour de la coquille sont très fins et délicats. L'expression des traits est vivante.
- Statue de sainte Agathe, de petite taille dans une niche à droite de la porte d'entrée, elle date du XVIIe siècle, protection de l'œuvre par l'Atelier du Bois 2009, elle aurait besoin d'une restauration, car elle a subi les intempéries pendant deux siècles, nichée au-dessus de la porte d'entrée de l'édifice.
- Fresques du chœur
- peintures du chœur par Monsieur Apy en 1866, peintre ornementiste distingué. Il a réalisé, les colonnettes, embrasures et arceaux avec fond or et réalisa les quatre personnages en grandeur nature: Sainte-Agathe, Saint-Grégoire, Saint-Lazare et Sainte-Lucie. Ces peintures furent ravivées en 2005
- Fresque de la vie de Sainte-Agathe, réalisée par l'école d'Avignon, au-dessus de la tribune. (2005)
- Peinture : Le Sacré Cœur de Marie HST de 190 cm de haut réalisé par Jules Coulange-Lautrec, (1861-1950), peinture ravivée en 2006.
- 4 panneaux en bois, sculptés par un prêtre dominicain espagnol. Ils proviennent de la Chapelle des Pénitents où ils étaient avant la Révolution. Ils furent vendus puis rachetés et placés dans l'église sur les piliers du grand arceau du chœur.
- Statue de La Vierge de l'Assomption, pièce imposante, creusée intérieurement, elle renferme différents bois croisés les uns avec les autres. Vénérée dès 1713, elle fut cachée pendant la Révolution dans leTraou de la Craie, à proximité de l'église et fut retrouvée par le plus grand des hasards à l'occasion de fouilles.
- Crucifix, aujourd'hui dans la sacristie et provenant de la Chapelle des Pénitents Blancs. Vendu à la Révolution, il fut donné à la paroisse et placé dans le salon du presbytère avant de trouver sa place actuelle. Il est finement sculpté avec de beaux dessins.

## Curés
- 1803 - 1824 - Long
- 1825 - 1845 - Joseph Camoin
- 1846 - 1846 - Camatte
- 1846 - 1862 - Laurent Étienne Sicard
- 1862 - 1875 - Antoine Gajean
- 1875 - 1878 - Jules Maurel
- 1878 - 1886 - Gustave Dedoue
- 1886 - 1890 - Marius Cayol
- 1890 - 1904 - Auguste Agnel
- 1904 - 1906 - Auguste Ney
- 1906 - 1923 - Louis Caiolh
- 1923 - 1935 - Pierre Fabre
- 1935 - 1942 - Benoît Mancini
- 1942 - 1953 - Ange Tiran
- 1953 - 1960 - Sauveur Ferrandino
- 1960 - 1975 - Charles Pietri
- 1975 - 1984 - Charles Savini
- 1984 - 1988 - Jean-Marie Maestraggi
- 1988 - 1992 - Georges Caille
- 1992 - 2005 - Michel Jacquet
- 2005 - 2014 - Rémy de Mauvaisin
- 2014 - Pierre Gérard